# 서부군구
서부군구는 이집트의 군관구 중 하나이다.

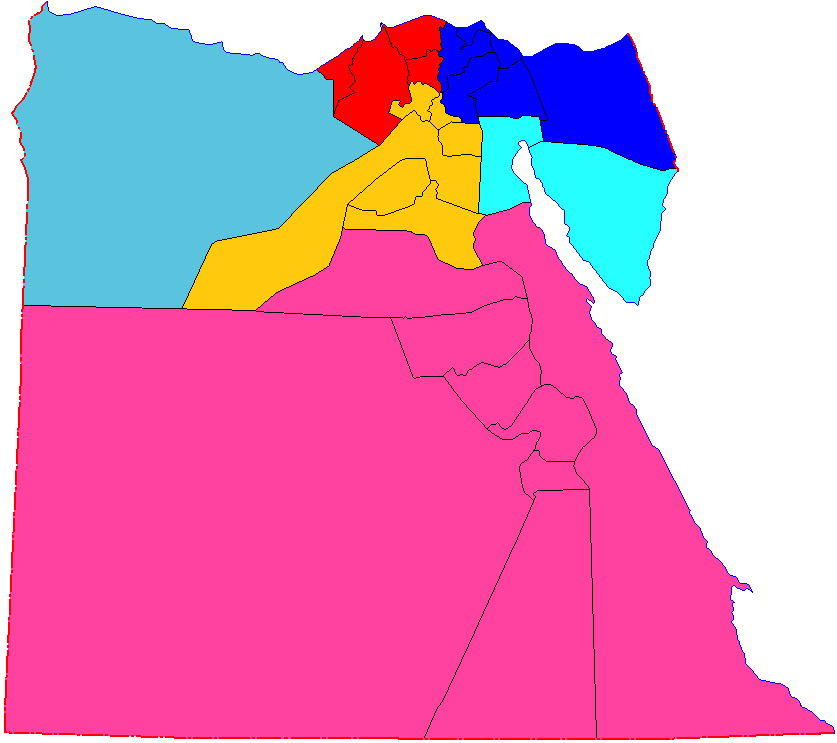
아주 조금 어두운 푸른색이 서부군구이다.

이집트의 군관구는 제2군, 제3군, 북부군구, 서부군구, 남부군구, 동부군구, 중앙군구가 있다.

## 통솔 구역
매트로호주를 관할한다.